# Kymi-Aliveri
Kymi-Aliveri (tiếng Hy Lạp: ?) là một khu tự quản ở vùng Trung Hy Lạp, Hy Lạp. Khu tự quản Kymi-Aliveri có diện tích 805 kilômét vuông, dân số theo điều tra ngày 18 tháng 3 năm 2001 là 30717 người.